# Aeroporto Double Eagle II
L'Aeroporto Double Eagle II (ICAO: KAEG) è un aeroporto statunitense situato a 11 km dal centro di Albuquerque, capoluogo della Contea di Bernalillo e centro più popolato dello Stato federato del Nuovo Messico.
Costruito nel 1982, prese il nome dalla "Double Eagle II", la prima mongolfiera che, pilotata da Ben Abruzzo, riuscì a trasvolare l'Oceano Atlantico.

## Informazioni sul transito di aeromobili
| Anni | movimenti di aerei | %       |
| ---- | ------------------ | ------- |
| 2009 | 80 459             |         |
| 2010 | 69 070             | -14.16% |
| 2011 | 69 950             | 1,27%   |
| 2012 | 66 427             | -5,04%  |
| 2013 | 66 358             | -0,10%  |